# Landry Mulemo
Landry Mulemo (ur. 17 września 1986 w Kinszasie) – belgijski piłkarz kongijskiego pochodzenia występujący na pozycji lewego obrońcy.

## Kariera klubowa
Landry Mulemo już w wieku 4 lat podjął treningi w szkółce juniorów Standardu Liège. Mając 6 lat trafił do FC Flémalle, gdzie grał do 1995. Następnie Mulemo ponownie przeniósł się do Standardu, natomiast zawodową karierę rozpoczął w 2004 w Sint-Truidense. W debiutanckim sezonie rozegrał dla niego 12 meczów i zajął 14. miejsce w Eerste Klasse. Barwy Sint-Truidense Mulemo reprezentował łącznie przez 3 lata, w trakcie których wziął udział w 65 ligowych pojedynkach.
Latem 2007 Belg powrócił do Standardu Liège i zadebiutował w jego barwach 19 sierpnia w wygranym 4:1 spotkaniu z Cercle Brugge. W ekipie "Les Rouches" w sezonie 2007/2008 Mulemo rozegrał 17 spotkań, razem z drużyną wywalczył 9. w historii klubu tytuł mistrza kraju i zapewnił prawo startu w Lidze Mistrzów. Standard rozpoczął rywalizację w Champions League 13 sierpnia 2008, kiedy to zremisował na własnym boisku z Liverpoolem 0:0. W rewanżu "The Reds" zwyciężyli po dogrywce 1:0, a w obu tych spotkaniach Mulemo nie rozegrał ani minuty. Standard został wyeliminowany z Ligi Mistrzów i rozpoczął grę w Pucharze UEFA. W tych rozgrywkach belgijski obrońca zadebiutował 27 listopada w wygranym 1:0 wyjazdowym meczu z Partizanem Belgrad. W sezonie 2008/2009 piłkarz ponownie zdobył mistrzostwo kraju.
22 czerwca 2010 Mulemo odszedł do tureckiego Bucasporu, z którym podpisał roczną umowę. W 2011 roku wrócił do Belgii i został zawodnikiem KV Kortrijk. Następnie grał w KF Vllaznia, Birkirkara FC i UR Namur.

## Kariera reprezentacyjna
Mulemo ma za sobą występy w reprezentacji Belgii do lat 21, dla której w latach 2006–2008 rozegrał 12 meczów. Następnie znalazł się w kadrze reprezentacji Belgii na Igrzyska Olimpijskie w Pekinie. Belgowie w turnieju piłkarskim zajęli 4. miejsce przegrywając w meczu o brązowy medal z Brazylią 0:3. Na igrzyskach Mulemo pełnił rolę rezerwowego, jednak pojawiał się na boisku w końcówkach 5 spotkań.
W 2011 roku Mulemo zadebiutował w reprezentacji Demokratycznej Republiki Konga. W 2013 roku został powołany do kadry na Puchar Narodów Afryki 2013. W kadrze narodowej rozegrał 10 meczów.